# Voisinage tubulaire

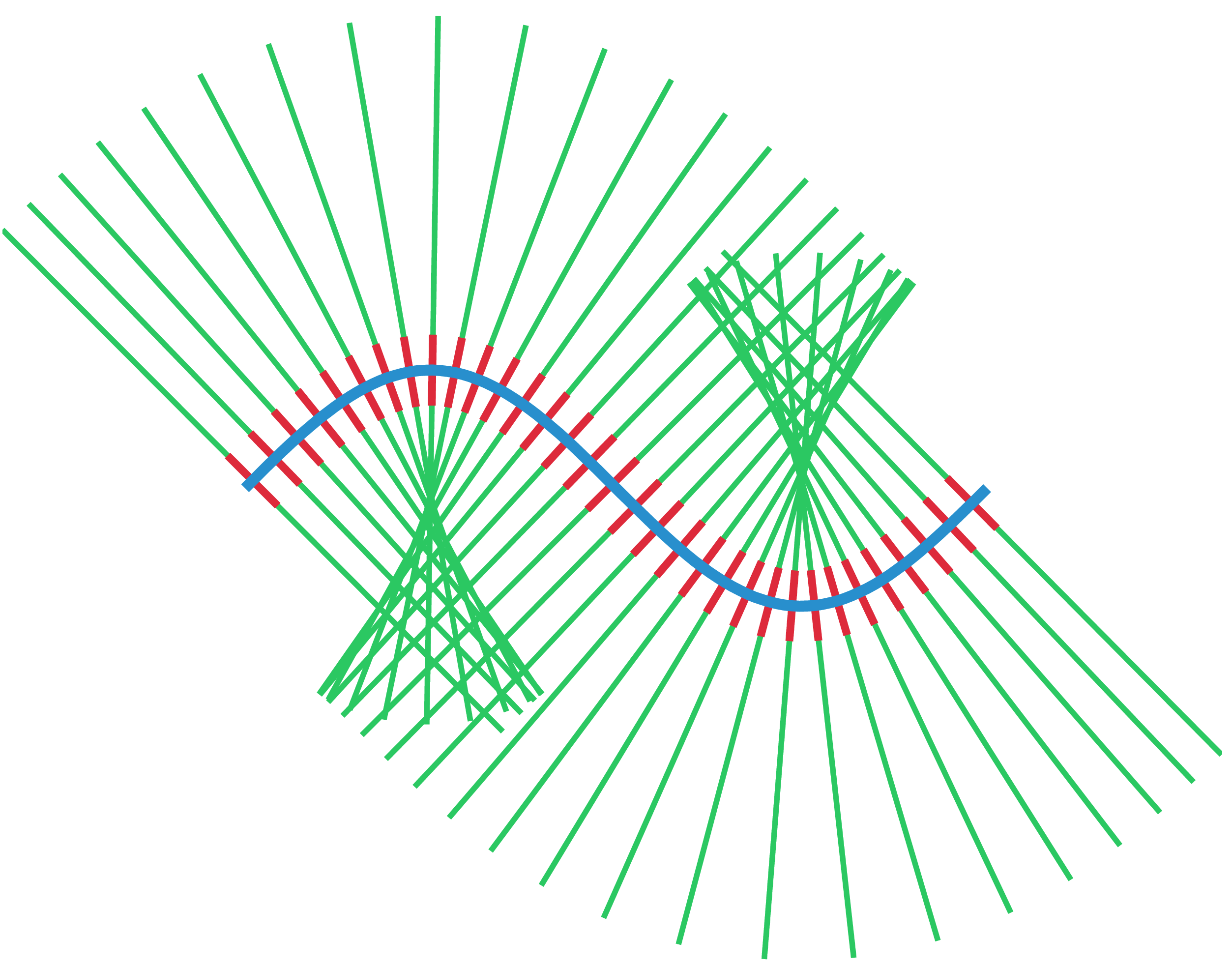
Les perpendiculaires (en vert) à la courbe plane lisse (en bleu) contiennent de petits intervalles ouverts (en rouge), centrés sur la courbe et deux à deux disjoints.

La réunion de ces intervalles est un voisinage tubulaire de la courbe dans le plan euclidien.

En géométrie différentielle, un voisinage tubulaire d'une sous-variété S d'une variété différentielle M est un ouvert de M, qui contient S et « ressemble à » son fibré normal.

## Définition
Soient S ⊂ M deux variétés différentielles. Un voisinage tubulaire de S dans M est constitué d'un fibré vectoriel E → S et d'un difféomorphisme de E sur un ouvert U de M, par lequel tout point s de S est l'image du vecteur nul de Es.
Par abus de langage, cet ouvert U, ipso facto voisinage de S et fibré sur S, est aussi appelé un voisinage tubulaire de S.

## Existence
Théorème du voisinage tubulaire — Pour toutes variétés différentielles sans bord S ⊂ M (paracompactes, de classe Ck avec k ≥ 1), S admet un voisinage tubulaire dans M (de même classe).
Dans le cas où la variété ambiante M est un espace euclidien Rn, on trouve un tel voisinage en choisissant, dans le fibré normal à S, un ouvert V autour de la section nulle, suffisamment petit pour que la restriction à V de l'application (s, v) ↦ s + v soit un plongement.
Le cas d'une variété M quelconque se déduit du cas précédent, en supposant sans perte de généralité que M est connexe, puis en la plongeant dans un espace euclidien et, pour un voisinage tubulaire r : U → M de M dans cet espace, en prenant comme voisinage de S l'ensemble des r(s + v), pour tous les (s, v) de NS tels que s + v appartient à U.

## Unicité
Le voisinage tubulaire de S dans M est unique à isotopie près, c'est-à-dire que si U0 et U1 sont deux tels voisinages, alors il existe un plongement de U0×[0, 1] dans M×[0, 1] de la forme (x, t) ↦ (Ft(x), t) tel que F0 = idU0, chaque Ft fixe S, et F1 soit un isomorphisme de fibrés de U0 → S dans U1 → S.